# Royel Otis
Royel Otis est un groupe australien, originaire de Sydney (Nouvelle-Galles du Sud), formé par Royel Maddell et Otis Pavlovic en 2019.
Le nom du groupe est un mélange des prénoms des deux membres.

## Histoire
Royel Maddell et Otis Pavlovic se connaissent dans la région de Byron Bay avant que Otis Pavlovic n'envoie à Royel Maddell des démos en 2019. Otis Pavlovic affirme qu'il s'agit de « la collaboration qu'il avait recherchée toute sa vie ».

## Carrière
En octobre 2021, le duo sort son premier EP intitulé Campus. En août 2022, Royel Otis dévoile Bar and Grill, son deuxième EP. Le troisième EP, Sofa Kings, sort en mars 2023 et atteint la 43e place des ARIA charts après sa sortie physique en juillet 2023.
Le groupe sort leur premier album, Pratts and Pain, le 16 février 2024. La même année ils rencontrent un succès avec leurs reprises de Murder on the Dancefloor de Sophie Ellis-Bextor et Linger des Cranberries.
En 2025, ils annoncent Hickey, leur deuxième album pour le 22 août 2025. Cet album est promu par les singles Moody, Car et Say Something. Ils se produiront à l'Olympia de Paris le 1er décembre 2025.

## Membres
- Royel Maddell – guitare solo, basse, synthétiseur (depuis 2019)
- Otis Pavlovic – chant, guitare, piano (depuis 2019)

## Discographie

### EP
- 2021 : Campus
- 2022 : Bar n Grill
- 2023 : Sofa Kings
- 2024 : Nashville Sessions

### Singles
- 2021 : Only One
- 2021 : Whithout U
- 2022 : Oysters in My Pocket
- 2022 : Bull Breed
- 2022 : Motels
- 2022 : Kool Aid
- 2023 : I Wanna Dance with You
- 2023 : Sofa King
- 2023 : Going Kokomo
- 2023 : Adored
- 2023 : Fried Rice
- 2023 : Heading for the Door
- 2024 : Velvet
- 2024 : Murder on the Dancefloor (Sophie Ellis-Bextor cover) (triple j Like a Version)
- 2024 : Foam
- 2024 : Claw Foot
- 2024 : Linger (The Cranberries cover) (Sirius XM Session)
- 2024 : Nack Nostalgia
- 2024 : Til the Morning
- 2024 : If Our Love Is Dead
- 2025 : Moody
- 2025 : Car
- 2025 : Say Something

## Distinctions

### ARIA Music Awards
Les ARIA Music Awards sont une cérémonie annuelle de remise de prix célébrant l'industrie musicale australienne. Le projet Sofa Kings de Royel Otis est nommé pour le Michael Gudinski Breakthrough Artist Award 2023. La cérémonie a lieu le 15 novembre 2023.